# 康日知
康日知（—789年），字日知，粟特人，唐朝軍閥，用计策平定李惟岳叛乱，二帝四王之乱时坚守孤城，历任三镇节度使，封郡王。

## 生平
本為西域康国人，内迁先后定居于灵州、京师长安。祖父康植在开元九年（721年），曾随朔方大总管王晙征讨突厥康待宾部，立有战功，升为左武卫大将军，封天山县男。父康孝义，万安军府折冲都尉。
康日知青年从军，在成德节度使李宝臣帐下效力（可能加入过安史叛军），侍奉其子成德军行军司马李惟岳，官至节度押衙、左厢步军都使、同节度副使、赵州刺史。
唐德宗建中二年（781年），宝臣死，李惟岳请求唐廷许其继承成德节度使之位，唐廷不准，惟岳遂叛。康日知忠于唐廷，与州别驾李濯及将校等百人歃血为盟，坚守赵州，惟岳命令成德军先锋兵马使王武俊等率部攻打赵州，康日知派使者告诫王武俊说：“贼军实力十分孱弱，怎能与之犯险？我赵州城池坚固，将士团结，即使长时间也不能被攻下，而且贼所依靠的只有田悦（魏博节度使），田悦的部队在邢州城下死伤惨重，血水流入护城河里可以让人漂起，却连邢州城半面女墙都未能破坏，又何况像我们这样坚固的城池。”又伪造唐廷公文，展示给王武俊，说：“朝廷的使者带来诏书告诉中丞（王武俊时官御史中丞），中丞为什么辜负天子，追随一小儿做跳梁小丑呢？”这让王武俊明白了利害，便回军杀李惟岳，将惟岳的首级献给朝廷，李惟岳之叛平定。
唐德宗对康日知的计策甚为嘉许，建中三年（782年）二月，升授他为御史大夫、赵州刺史、深赵都团练观察处置使，封榆林郡王，赐实封食邑二百户。
建中四年（783年），二帝四王之乱，恒冀观察使王武俊反，遣将张钟葵攻打赵州，康日知将其击败，并把俘虏献往京师。但孤守赵州，独木难支，有弃守之心。兴元元年（784年）正月，为了打败朱滔。唐廷以深、赵并入成德军为条件，换取王武俊进攻朱滔，调康日知为奉诚军节度使、同州刺史，又任晋慈隰节度使，还未到任，三州已降于河东节度使马燧，唐廷就将晋慈隰节度使授给马燧。八月，在唐廷允许下，康日知接受马燧让与的晋慈隰节度使一职（按照惯例应还有节度的首州即晋州刺史一职），又见府库完整，且其父就曾任职于晋州万安府，大喜过望。累加至检校兵部尚书、左威卫上将军，改封会稽郡王。
贞元元年（785年）十一月，陪唐德宗于长安南郊祀昊天上帝。贞元五年（789年）十二月，康日知病故，赠尚书左仆射，后赠太子太师。

## 家庭
- 曾祖父：康校尉，隋左武衛大將軍。[3]
- 祖父：康植，又作康石、康延庆，[8]左武卫大将军、长州刺史、天山县开国男。[3]
- 父：康孝义，万安府折冲都尉，后累赠至户部尚书。
- 兄弟：康日琮，成德节度衙前将。[4]
- 子：第四子康志达（768-821年）幽州卢龙节度衙前兵马使、检校光禄卿、赠莫州刺史。[8]
第五子康志睦（775-833年），字得众，检校尚书左仆射、泾原节度使、会稽郡公、赠司空。
康志宁，不知排行，唐宪宗年间任检校左散骑常侍、兼左龙武将军知军事。
- 孙：康承训，康志睦子，左千牛卫大将军、会稽县男。
- 曾孙：康传业，康承训子，鄜坊节度使。
康传圭，康承训子，河东节度使。